# Paul-Louis Simond
Pour les articles homonymes, voir Simond.
Paul-Louis Simond, né le 30 juillet 1858 à Beaufort-sur-Gervanne et mort le 18 mars 1947 à Valence, est un biologiste français, médecin de la Marine, spécialiste des épidémies. Il met en évidence le rôle de la puce du rat dans la transmission de la peste bubonique en 1898.

## Biographie
Après ses études à l'École de Santé Navale de Bordeaux, il commence sa carrière comme aide-médecin de la Marine en Guyane, où il dirige la léproserie de l'Acarouani de 1882 à 1886 ; il soutient sa thèse de doctorat en médecine sur la lèpre, en 1886, à Bordeaux ; de 1890 à 1894, il est médecin de 2e classe de la Marine, et muté en Indochine et en Chine, où il participe aux campagnes de vaccination contre la variole, tout en menant des recherches océanographiques dans le golfe du Tonkin. C'est en Chine, à Long-Tcheou, qu'il rédige ses Notes d'histoire naturelle et médicales.
Il entre en 1895 à l'Institut Pasteur, où il suit les cours de microbiologie et y mène des recherches sur les coccidies.

## Travaux

### Les recherches sur la peste
Proche des pasteuriens les plus éminents, il est envoyé en mission aux Indes anglaises où il prend le relais d’Alexandre Yersin pour étudier plus avant la peste et réaliser des tests de vaccins : il s'agit de mener une campagne de sérothérapie contre la peste bubonique dans la région de Bombay où sévit une grave épidémie.

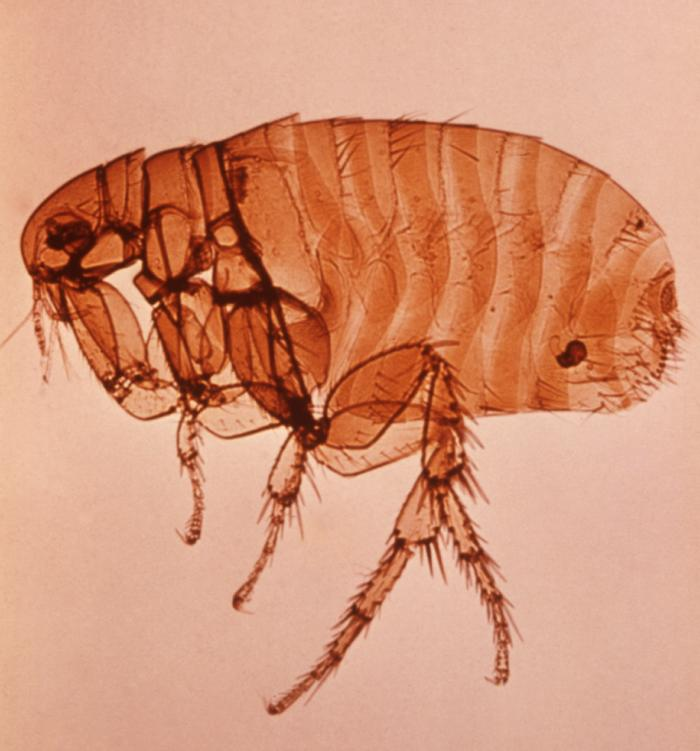
La puce du rat (Xenopsylla cheopis) reconnue comme vecteur de la peste par Paul-Louis Simond en 1898.

En effet, le bacille de la peste Yersinia pestis a été identifié en 1894, ce qui a permis la réalisation de sérums contre cette maladie. Paul-Louis Simond sillonne la région, observant les malades qui affluent. En juin 1897, il remarque chez certains d'entre eux la présence d'une petite cloque ou phlyctène évoquant la piqûre d'un insecte : il a ainsi l'intuition que la transmission de la maladie à l'homme ne s'effectue pas directement par le rat, et se tourne rapidement vers la puce du rat (Xenopsylla cheopis). 
Il se heurte à une nouvelle difficulté : capturer des puces sur des cadavres frais de rats n'est pas facile et très dangereux. Il se souvient alors que lorsqu'on lave un chien au savon, on trouve dans son pelage des puces engourdies et immobilisées. Il utilise des rats morts de peste expérimentale, se servant d'une pince pour mettre un cadavre dans un sac en papier, et le plonger dans l'eau savonneuse. Il récupère les puces engourdies pour les écraser entre deux lames. Il obtient ainsi une préparation du contenu intestinal, observable au microscope, qui confirme la présence de bacilles.
Il faut ensuite démontrer la transmission par la puce. Des expériences menées un an plus tard à Karachi, frappée par une nouvelle épidémie de peste, seront rapidement concluantes en juin 1898. Il met au point un système de deux boîtes grillagées rapprochées dans une même cage. Il place un rat malade de peste dans une boîte,  en y ajoutant les puces du chat de son hôtel. Quand le rat malade agonise, il place un rat sain dans l'autre boîte. Au 5e jour, le rat sain tombe malade et meurt le 6e jour. A l'autopsie, ce rat fourmille de bacilles. Simond écrit :

« Ce jour-là, le 2 juin 1898, j'éprouvais une émotion inexprimable à la pensée que je venais de violer un secret qui angoissait l'humanité depuis l'apparition de la peste dans le monde »

Cette découverte permettra d'associer la dératisation et la désinsectisation, facteurs décisifs pour la diminution de la peste dans de nombreux pays. Les Annales de l’Institut Pasteur publient les travaux de Paul-Louis Simond sur la transmission de la peste. 
Ces travaux se heurtent à beaucoup de scepticisme, voire aux sarcasmes « Simond le magicien, avec ses puces ». Il faudra plus d'une dizaine d'années pour convaincre la communauté scientifique internationale. En 1903, J.-C. Gauthier et A. Raybaud  prouvent que la maladie ne se transmet pas, dans la grande majorité des cas, en l'absence de puce. En 1906, une commission anglaise confirme les travaux de Simond avec un système plus élaboré. Enfin, en 1914, Arthur William Bacot et Charles James Martin (du Lister Institute, en Angleterre) montrent que l'infection affecte la puce elle-même, engorge son système digestif et l'amène à régurgiter des bacilles à chaque nouveau repas, ce qui explique son rôle de vecteur principal.

### Les autres missions scientifiques et médicales
De 1898 à 1901, Paul-Louis Simond dirige l'Institut Pasteur de Saïgon au Vietnam et reçoit la distinction de Chevalier de la Légion d’honneur.
Il travaille également sur le rôle du moustique dans le transmission de la fièvre jaune lors de missions pour l'Institut Pasteur au Brésil (1901-1905) et en Martinique (1908-1909). Entre-temps, de 1906 à 1910, de retour en France, il devient professeur à l’École d’application du service de santé des troupes coloniales, à Marseille.
De 1911 à 1913, il dirige l'Institut impérial de bactériologie à Constantinople, où il s’attaque au choléra. Pendant la Première Guerre mondiale, il dirige le service de santé des troupes du groupe d'Indochine. Passionné de botanique, il y mène une étude des orchidées, décrivant ces fleurs et passant une commande pour la représentation en aquarelle de 226 espèces locales.
Il quitte l'armée en 1917, et s'installe à Valence, dans sa Drôme natale, où il devient l'adjoint au maire de la ville. De 1919 à sa mort en 1947, il se consacre à la santé publique et à la lutte contre la tuberculose (dont le premier vaccin est mis au point en 1921) : il participe à la création de la pouponnière et du dispensaire antituberculeux de Valence.

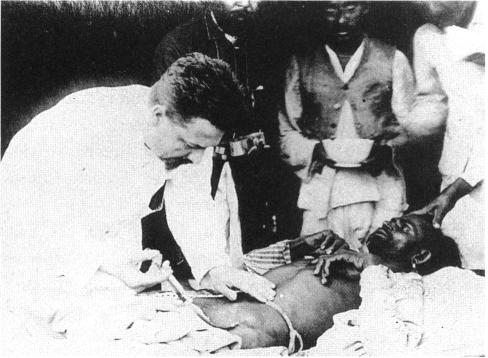
Le docteur Simond injectant le sérum contre la peste à Karachi, 4 juin 1898.

## Œuvres et publications
- La lèpre et ses modes de propagation à la Guyane française, [Bordeaux] , [1887].

- « Rapport sur les cas de pestes traités dans l'Inde anglaise au moyen du sérum antipesteux préparé à l'Institut Pasteur de Paris par M. le Dr Roux », in : Annales d'hygiène et de médecine coloniales, no 01, 1898, p. 349-61, Texte intégral.

- « La propagation de la peste », in : Annales d'hygiène et de médecine coloniales, no 02, 1899, p. 80-98, Texte intégral.

- « L'épidémie de Mandchourie en 1910-1911 et l'état de nos connaissances », in : Revue d'Hygiène et de Police Sanitaire, p. 646-664.

- « Études sur la fièvre jaune », in : Annales de l’Institut Pasteur, 1906, p. 104-148.

- Dengue, fièvre jaune, choléra, maladie du sommeil.

En collaboration
- avec Alexandre Yersin : « Les épidémies de peste en Extrême Orient », [ rapport au Ministre des colonies, XIIIe Congrès international de médecine de 1900], Masson (Paris), 1901, 60 p., Texte intégral.

- avec MM. les Dr Paul Aubert et Fernand Noc : 
  - Filariose à la Martinique, in : Bulletin de la Société de pathologie exotique, 1909, T2-7, p. 319-22.
  - Contribution à l'étude de l'épidémiologie amarile. Origine, causes, marche et caractère de l'épidémie de fièvre jaune de La Martinique de 1908-1909, Impr. nationale (Paris), 1909, 82 p.

- avec MM. les Dr Paul Aubert, Raphaël Blanchard, Arlo : 
  - Recherches sur l'existence de la fièvre de Malte à Marseille et dans le midi de la France faites au laboratoire de bactériologie de l'École d'application du service de santé des troupes coloniales, Impr. nationale (Paris), 1910, 12 p.
  - « La fièvre de Malte à Marseille », in : Bulletin de la Société de pathologie exotique, 1909, T2-7, p. 364-9.

- avec Émile Marchoux : Études sur la fièvre jaune, (Mission française à Rio-de-Janeiro) Institut Pasteur (Paris) , 1906, 45 p.